# 非洲森林象
非洲森林象又名圓耳象，主要分布於非洲剛果盆地一帶。從前，非洲森林象被視為普通非洲象（學名：Loxodonta africana）的亞種，但透過基因分析之後，被認為可能是一支獨立物種。然而，自然保護聯盟（IUCN）的非洲象專家小組認為，現有的證據還不能判定這是兩個不同的物種，因此未予評估本種的保護狀況。
在非洲森林象和普通非洲象之间仍然存在着杂交现象。

## 特徵與行為

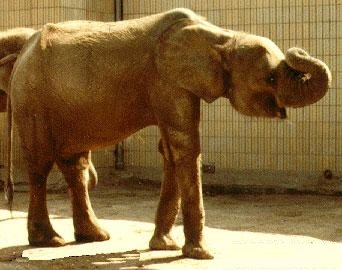
法蘭克福動物園裡的一頭非洲森林象

非洲森林象與普通非洲象之間的特徵有不少差異。非洲森林象的下顎骨是長而窄（普通非洲象是短而寬），森林象的耳朵較圓（普通非洲象的較突出），以及本種的象牙是筆直且向下長。非洲森林象通常是以樹葉、果實和樹皮為食，偶爾會舔礦物鹽。
非洲森林象最高不超过2.5米，重2.7吨，最重个体可达6吨。它们以2～8頭為一群，並生存於中、西部非洲內水氣充足的雨林，尤其是剛果盆地一帶。

## 其他
由於象牙的需求量增加，從20世紀90年代起，非洲森林象因為偷獵而造成數量銳減。二十世紀後期，保育人員透過DNA鑑定技術來追查象牙來源，因而得知，森林象的象牙較大，且帶有粉紅色色彩。

## 外部連結
- （英文）ARKive - 非洲森林象（Loxodonta cyclotis）的圖片和影片
- （英文）PBS自然 : 森林象追蹤 （页面存档备份，存于）
- （英文）大象信息庫 （页面存档备份，存于） - 關於大象的深入介紹
- （英文）森林大象之相關簡介 （页面存档备份，存于）